# خوزه لوئیس ریبرا
خوزه لوئیس ریبرا (انگلیسی: José Luis Ribera؛ زادهٔ ۱ ژوئن ۱۹۶۵) بازیکن فوتبال اهل اسپانیا است.
از باشگاه‌هایی که در آن بازی کرده‌است می‌توان به باشگاه فوتبال دپورتیوو لاکرونیا و باشگاه فوتبال رئال سوسیداد اشاره کرد.
وی همچنین در تیم ملی فوتبال باسک بازی کرده‌است.